# Philadelphia (Le Cap)
Philadelphia est un village rattaché à la métropole du Cap en Afrique du Sud. Fondé en 1863, il est situé au nord du centre-ville de la ville du Cap. 

## Étymologie
Le nom Philadelphia est d'origine biblique. Il signifie littéralement amour fraternel. 

## Localisation
Philadelphie est situé sur la N7 à 39 km au nord-est de la ville du Cap et à 33 km au sud-ouest de Malmesbury. Le village est également situé à 23 km au nord-ouest de Durbanville via la M58 et la R304.

## Démographie
Le village de Philadelphia comprend 570 résidents, majoritairement issus de la communauté coloured (59,12 %). Les blancs représentent 33,68 % des habitants tandis que les noirs, population majoritaire en Afrique du Sud, représentent 7,19 % des résidents.
La langue maternelle dominante au sein de la population est l'afrikaans (86,67 %) suivi de l'anglais sud-africain (10,35 %).

## Circonscriptions électorales
Le village de Philadelphia se situe dans le 7e arrondissement (sub council 7) et la circonscription no 105 (Petrosa Tank Farm - Richmond Park - Richwood - Paarl Farms - Philadelphia - Mikpunt - Malmesbury Farms - Ruitershoogte - Vierlanden - Proteaville - Schoongezicht - Wellway Park - The Crest - Welgevonden - Joostenbergvlakte Smallholdings - Annandale Farm - Atlas Gardens Business Park - De Grendel Farm - Fisantekraal - Durmonte - Fisantekraal Industrial - Cape Farms District C - Klipheuwel Housing Scheme - Graanendal - Brentwood Park (Durbanville) - Durbanville au nord de Plein Street, à l'ouest de Wellington Road et de la friche de Wellway, à l'est de  Koeberg Road- Burgundy Estate - Baronetcy Estate - D'urbanvale) dont le conseiller municipal est Justin Basson (DA).